# ホープ (アーカンソー州)
ホープ (Hope) は、アメリカ合衆国アーカンソー州ヘンプステッド郡に位置する都市である。ヘンプステッド郡の郡庁所在地であり、ヘンプステッド郡とネバダ郡の全ての主要都市である。アメリカ国勢調査によると、2019年度の人口は5,486人と推定されている。

## 歴史
ホープ市は1873年に鉄道がこの地域に建設されたときに設立された。市名は、鉄道幹部の娘の名にちなんで付けられた。

第40代及び第42代アーカンソー州知事、第42代アメリカ合衆国大統領を歴任したビル・クリントンは同地の出身である。

## 人口動静
2010年の国勢調査の時点では、市内には10,095人が住んでいる。この都市の人種構成は、黒人43.2％、白人34.0％、ネイティブアメリカン0.2％、アジア0.2％、太平洋諸島系0.1％、他の人種0.1％、混血1.4％であった。20.8％は、あらゆる人種のヒスパニックまたはラテン系であった。